# Meromyza griseothorax
Meromyza griseothorax är en tvåvingeart som beskrevs av Gabriel Strobl 1910. Meromyza griseothorax ingår i släktet Meromyza och familjen fritflugor. Inga underarter finns listade i Catalogue of Life.